# 飯島 (秋田市)
飯島（いいじま）は秋田県秋田市にある地域。町名としての飯島の他、飯島飯田、飯島川端、飯島穀丁、飯島新町、飯島長野上町、飯島長野中町、飯島長野本町、飯島西袋、飯島鼠田、飯島文京町、飯島松根西町、飯島松根東町、飯島美砂町、飯島道東、飯島緑丘町で構成される。このうち町名としての飯島の字は、飯岡、飯岡前谷地、飯島大谷地、飯島水尻、飯田水尻、家ノ下、芋田、後谷地、大崩、潟端、上沖谷地、寄進田、穀町大谷地、坂道端、佐貫、下沖谷地、下谷地、雀島、砂田、田尻、田尻堰越、天ノ袋、中野、長沼長野谷地、長野、長山下、南場掛、西袋、鼠田尻、東上谷地、東中谷地、彼岸田、船堰外谷地、古道、古道下川端、平右衛門田尻、堀川、前田表、薬師田で、町名としての飯島の郵便番号は011-0911となっている。

## 地理
秋田市北部に位置する。北に下新城、東に外旭川、南に土崎港、港北、将軍野、寺内に接する。かつては堀川、穀丁、上飯島、下飯島、鼠田集落を中心に田畑が広がっていたが、現在は国道7号沿いに商業施設が並び、新城川から都市計画道路横山金足線付近にかけて住宅地が広がっている。また新城川河口付近は工場地帯として秋田火力発電所や秋田製錬がある他、日本海沿岸部には秋田港飯島ふ頭やマリーナ秋田ある。
一部地域は住居表示が行われた際、大字飯島から離脱し、土崎港や将軍野など他地区となった。そのため字田尻堰越は飛び地になっている。

### 河川
- 新城川
- 草生津川

## 歴史
飯島村（いいじまむら）は、秋田県 南秋田郡にあった村。現在の秋田市飯島の全域と土崎港・将軍野・港北の各一部を合わせた範囲に相当する。
飯島穀丁は、中世から栄えた港町であり、中国産の青磁碗、畿内産の茶臼・茶釜が出土している。名前通り穀物の集散地であったと推定されているが、地形変化により港湾機能が衰えていった模様である。

### 沿革
- 1875年（明治8年）9月4日 - 飯島小学校開校。
- 1884年（明治17年） - 郡区町村編制法の下で、飯島村、飯田村、穀丁村と相染新田村が連合。戸長役場は相染新田村に設置された。
- 1889年（明治22年）4月1日 - 町村制施行に伴い、飯島村、飯田村、穀丁村が合併し飯島村が発足。旧3村は大字となる。
  - 飯島村と飯田村は穀丁村を除外し島田村を発足させることを主張し、穀丁村は相染新田村（現在の土崎港の一部）と合併し宗石村を発足させることを主張した[5]。しかし県が合併枠の変更を認めず、三村での合併となった。
- 1916年（大正5年） - 村役場を字飯島鼠田尻9番地に新築し、移転。
- 1944年（昭和19年）
  - 5月16日 - 飯島郵便局が開設[6]。
  - 9月28日 - 軍用物資輸送強化のため、奥羽本線に上飯島信号場が設置される。
- 1954年（昭和29年）
  - 8月 - 村役場を字飯島鼠田1番地に新築、移転。
  - 10月1日 - 南秋田郡太平村・外旭川村・下新城村・上新城村、河辺郡浜田村・豊岩村・仁井田村・四ツ小屋村・上北手村・下北手村、由利郡下浜村とともに秋田市へ編入された。
- 1964年（昭和39年）
  - 2月10日 - 請願駅として上飯島信号場が駅に昇格し上飯島駅として開業。
  - 4月1日 - 秋田工業高等専門学校開校。
- 1970年（昭和45年）8月 - 秋田火力発電所1号機運転開始[7]。
- 1971年（昭和46年）10月1日 - 秋田臨海鉄道線北線中島埠頭 - 秋田北港間が開業。
- 1972年（昭和47年）2月 - 秋田製錬飯島製錬所操業開始。
- 1973年（昭和48年）3月25日 - 北部し尿処理場飯島事業所完成[8]。
- 1986年（昭和61年）4月4日 - 秋田市立飯島南小学校開校。
- 1987年（昭和62年）6月30日 - 北部し尿処理場飯島事業所廃止[8]。
- 1991年（平成3年）4月1日 - 秋田市立飯島中学校開校。
- 1996年（平成8年）4月 - 土崎消防署飯島出張所開設。
- 2000年（平成12年）5月 - 秋田組合総合病院が土崎港から飯島西袋に移転。
- 2011年（平成23年）4月1日 - 飯島地域センターが廃止され、飯島地区コミュニティーセンターが設置される[9]。
- 2018年（平成30年）4月1日 - 飯島南地区コミュニティーセンターが開設[10]。
- 2021年（令和3年）4月1日 - 秋田臨海鉄道線廃止に伴い秋田北港駅も廃止。
- 2024年（令和6年）7月1日 - 秋田火力発電所4号機廃止に伴い、秋田火力発電所廃止[7]。

### 字域の変遷
以下はすべて住居表示実施に伴う変更である。

## 施設

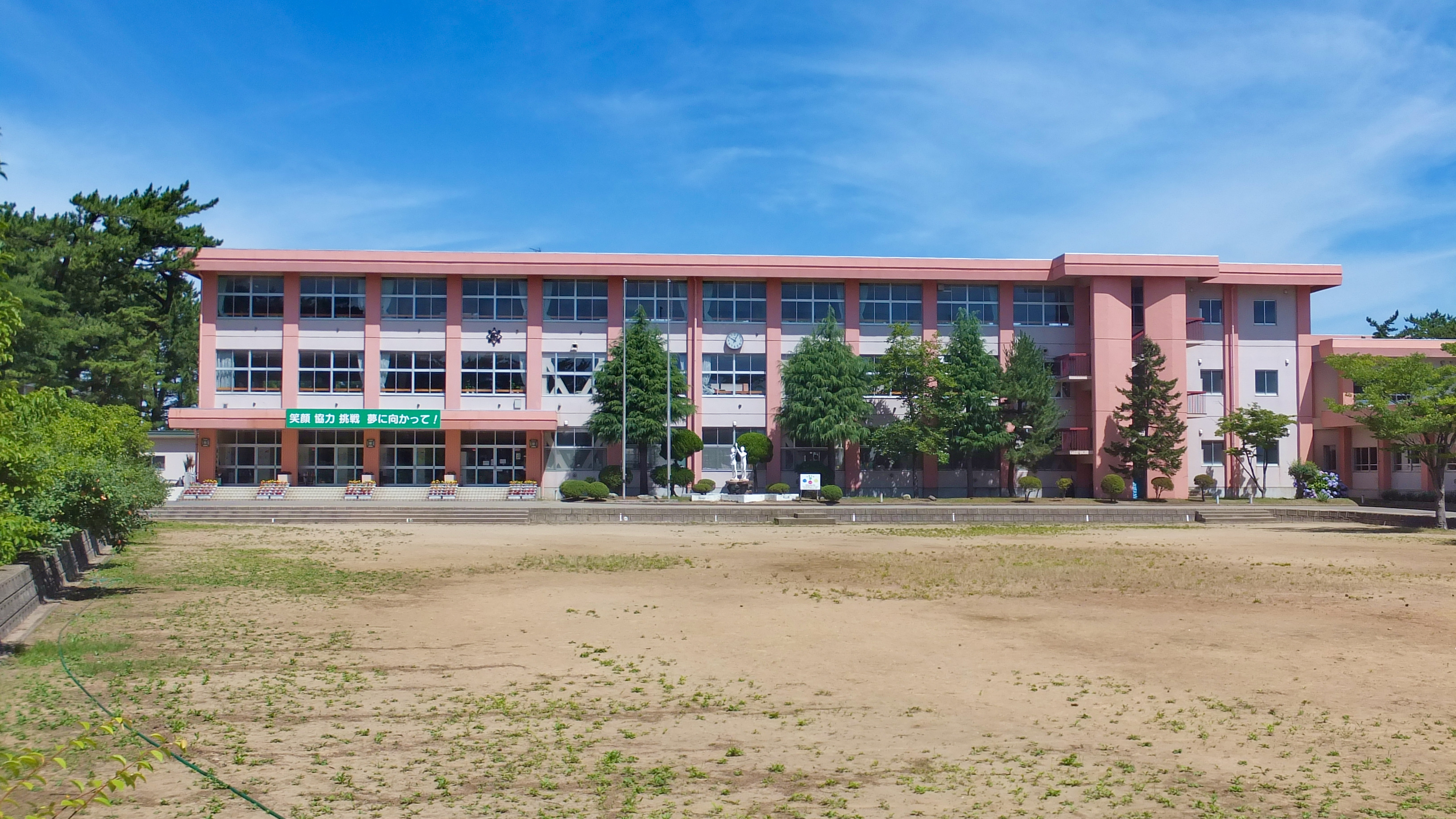
秋田市立飯島小学校
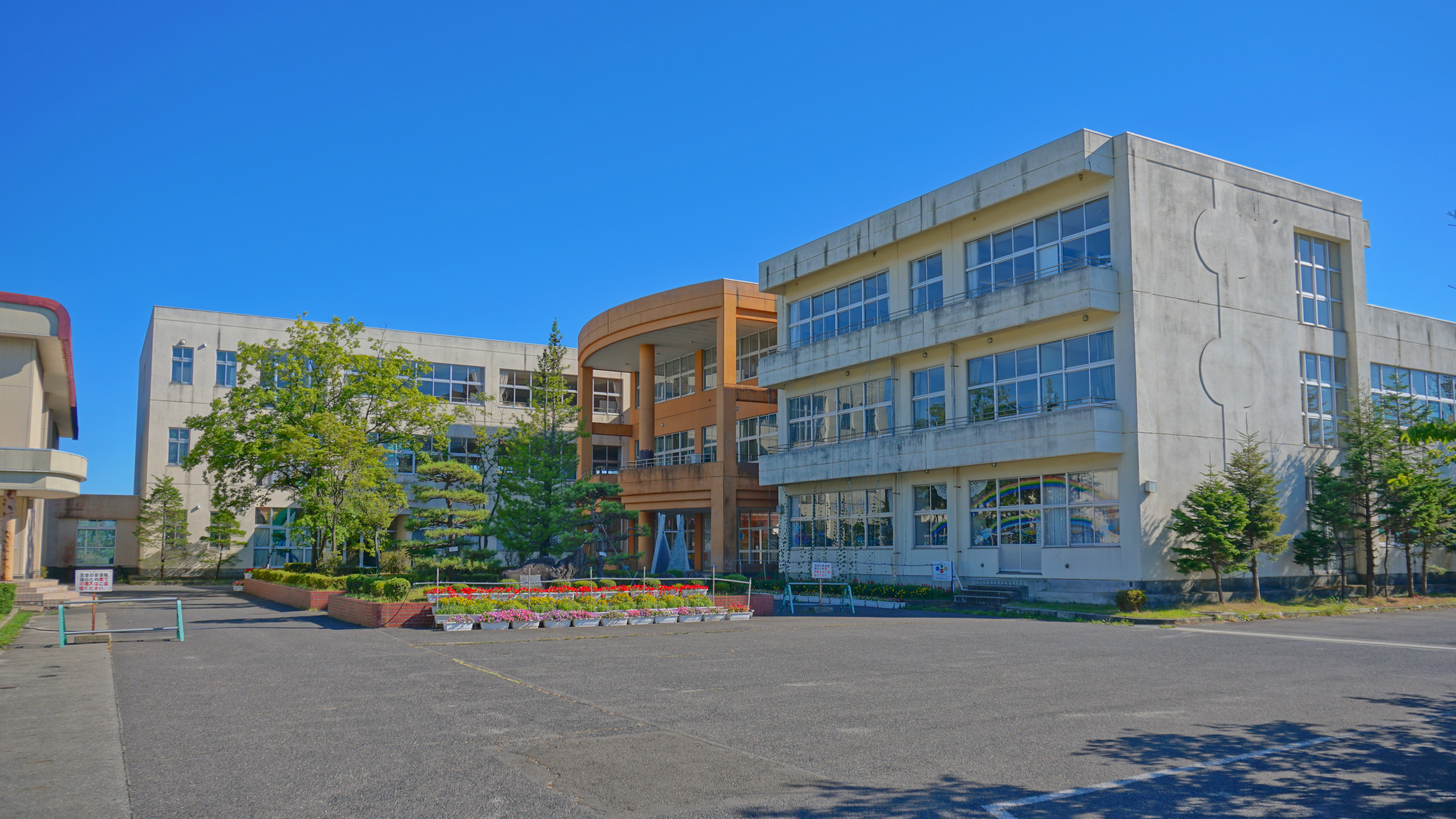
秋田市立飯島南小学校
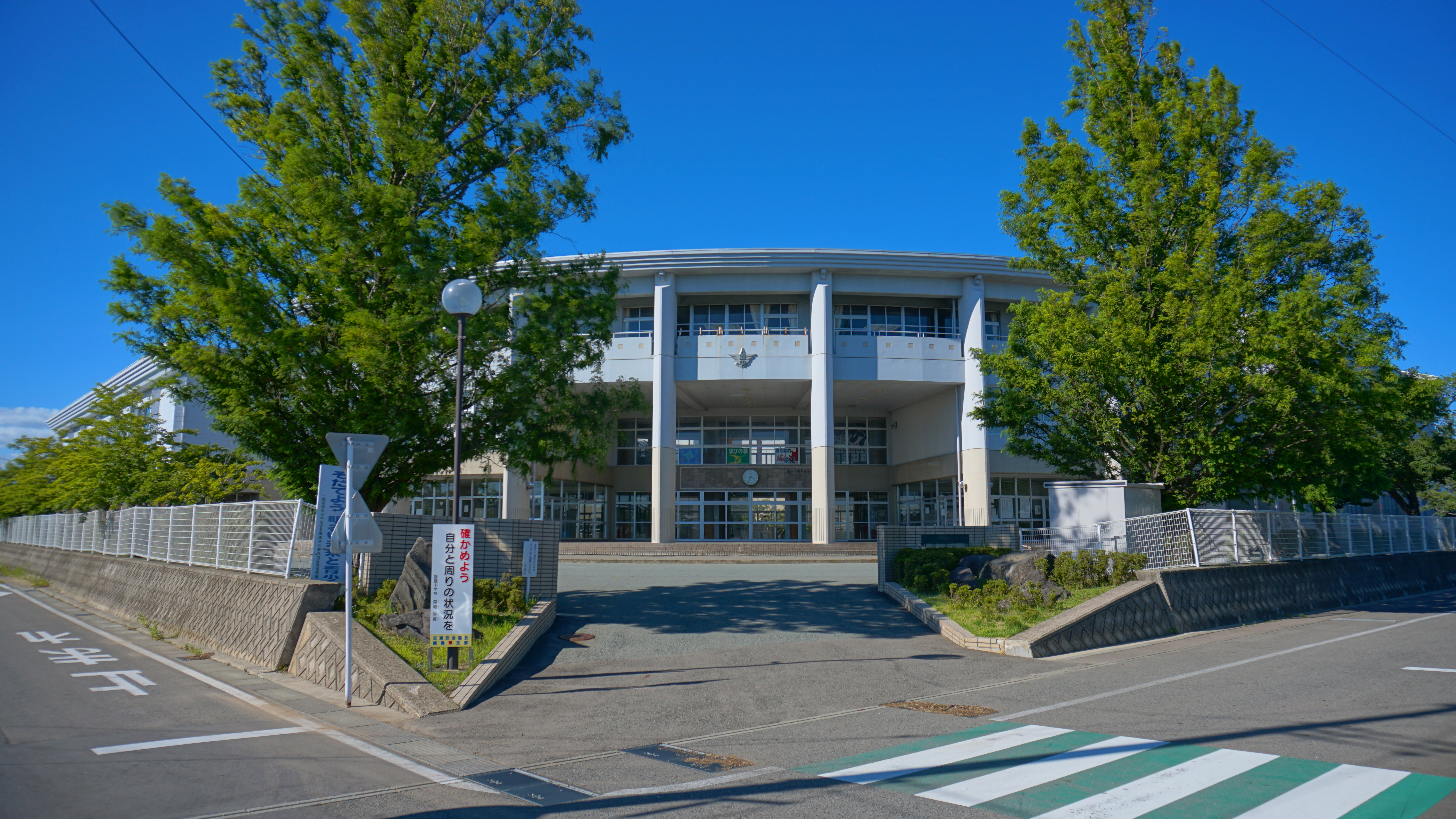
秋田市立飯島中学校
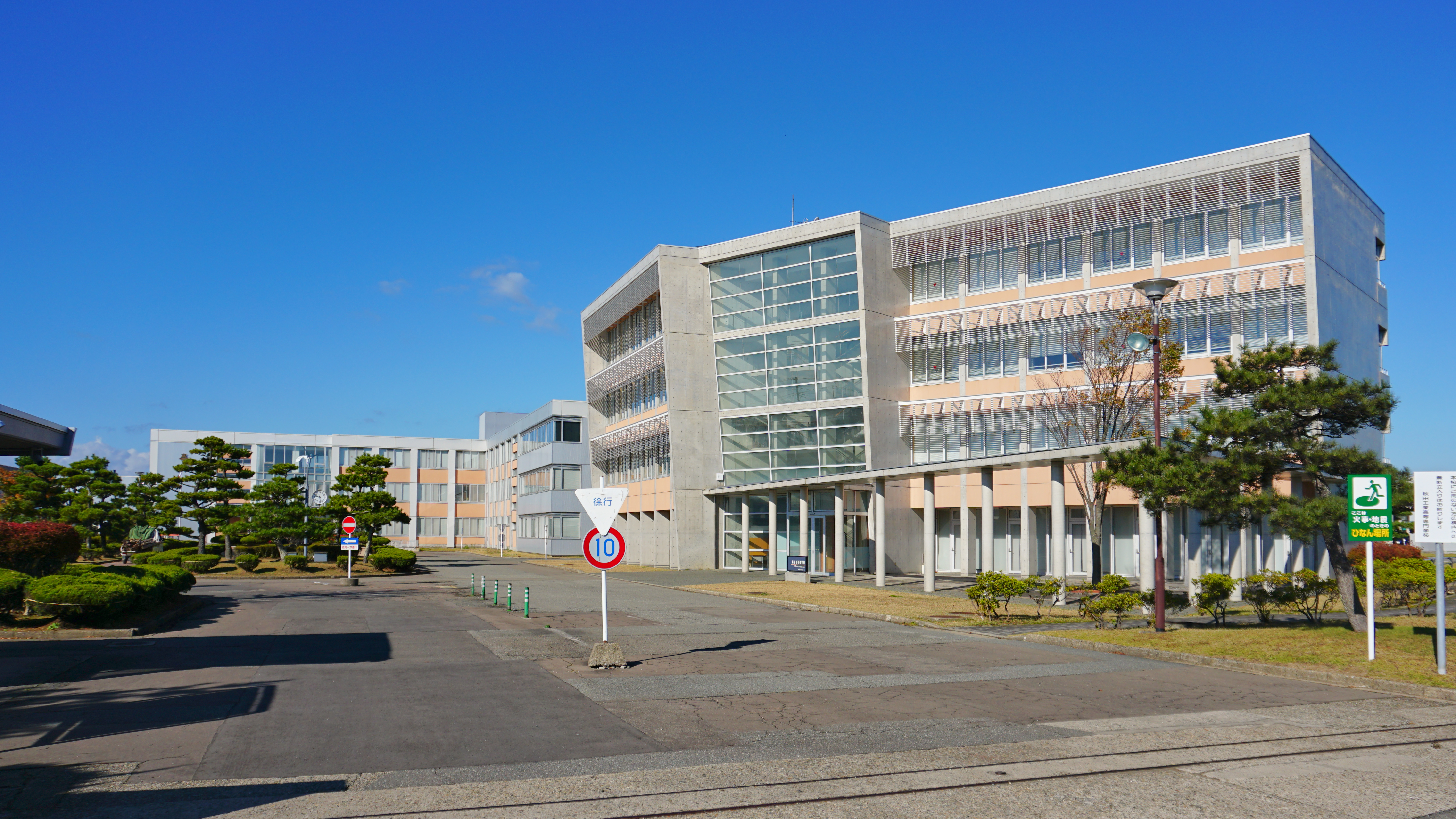
秋田工業高等専門学校

### 飯島道東
- 秋田臨港警察署飯島交番
- ヤマト運輸秋田飯島営業所
- 羽後日産モーター土崎店
- トレイルイン秋田港

### 飯島鼠田
- 秋田市飯島児童センター

### 飯島松根西町

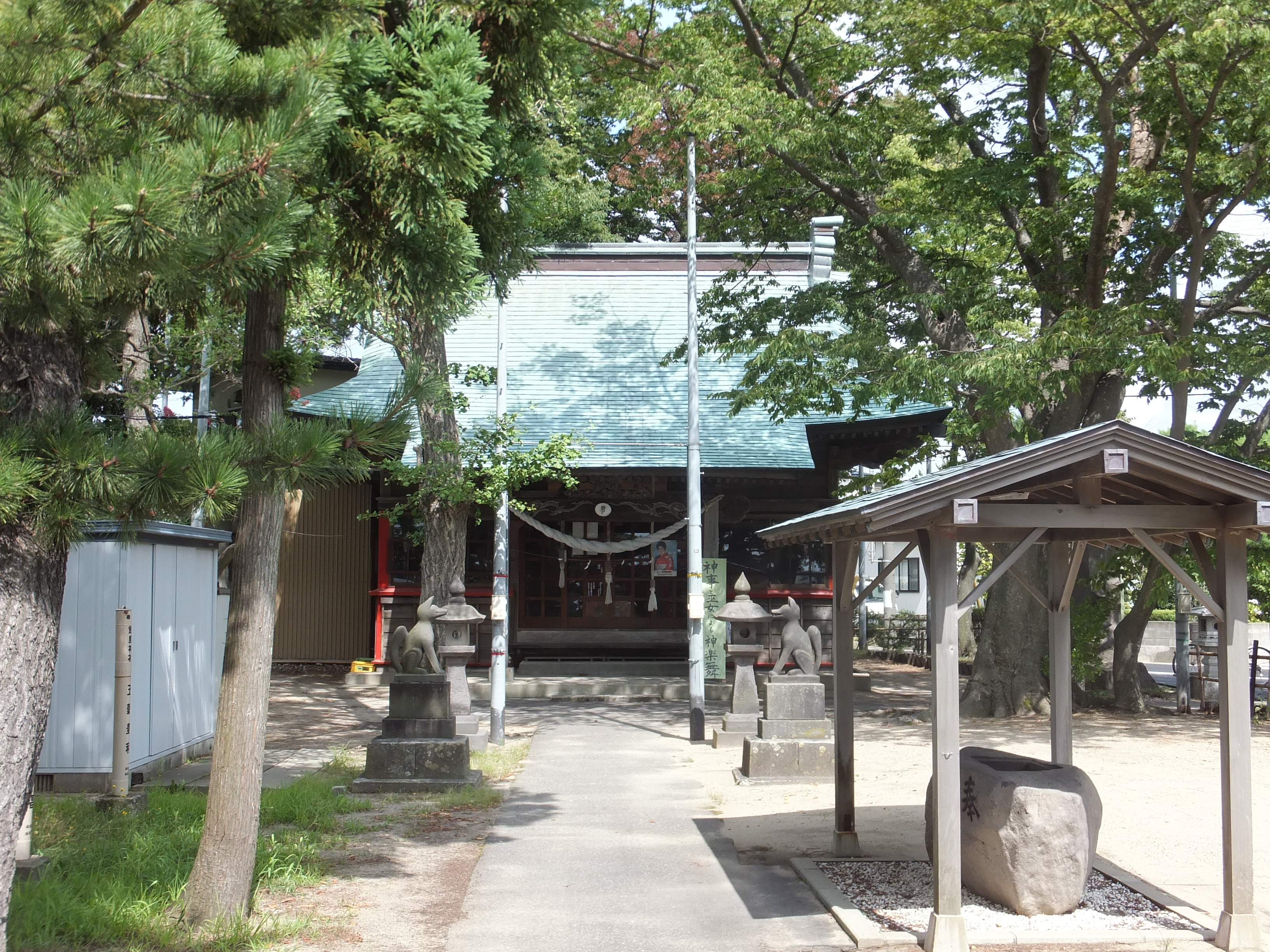
飯島神社
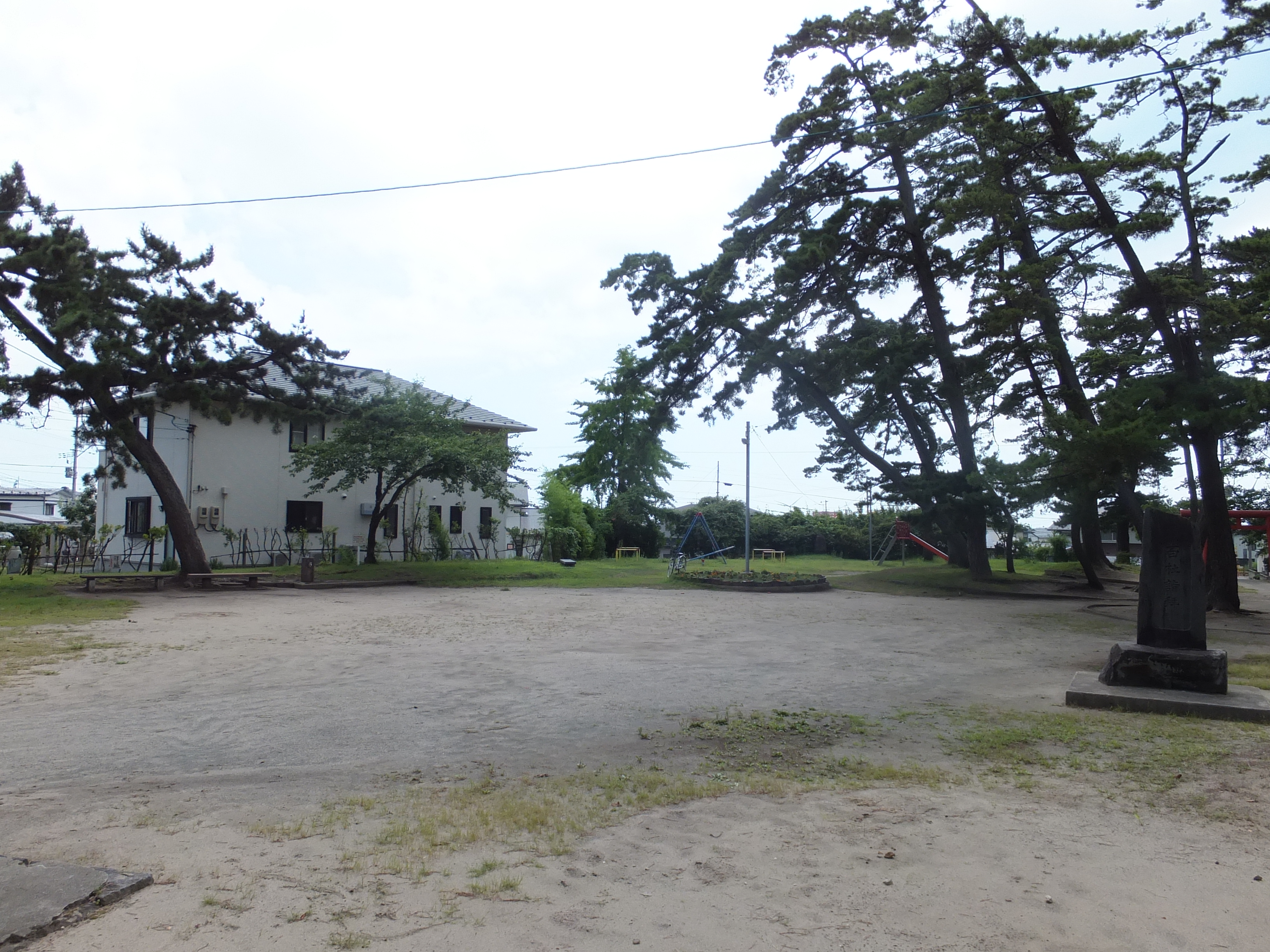
飯島神社街区公園

- 飯島神社
- 飯島神社街区公園

### 飯島松根東町
- 秋田市飯島地区コミュニティーセンター

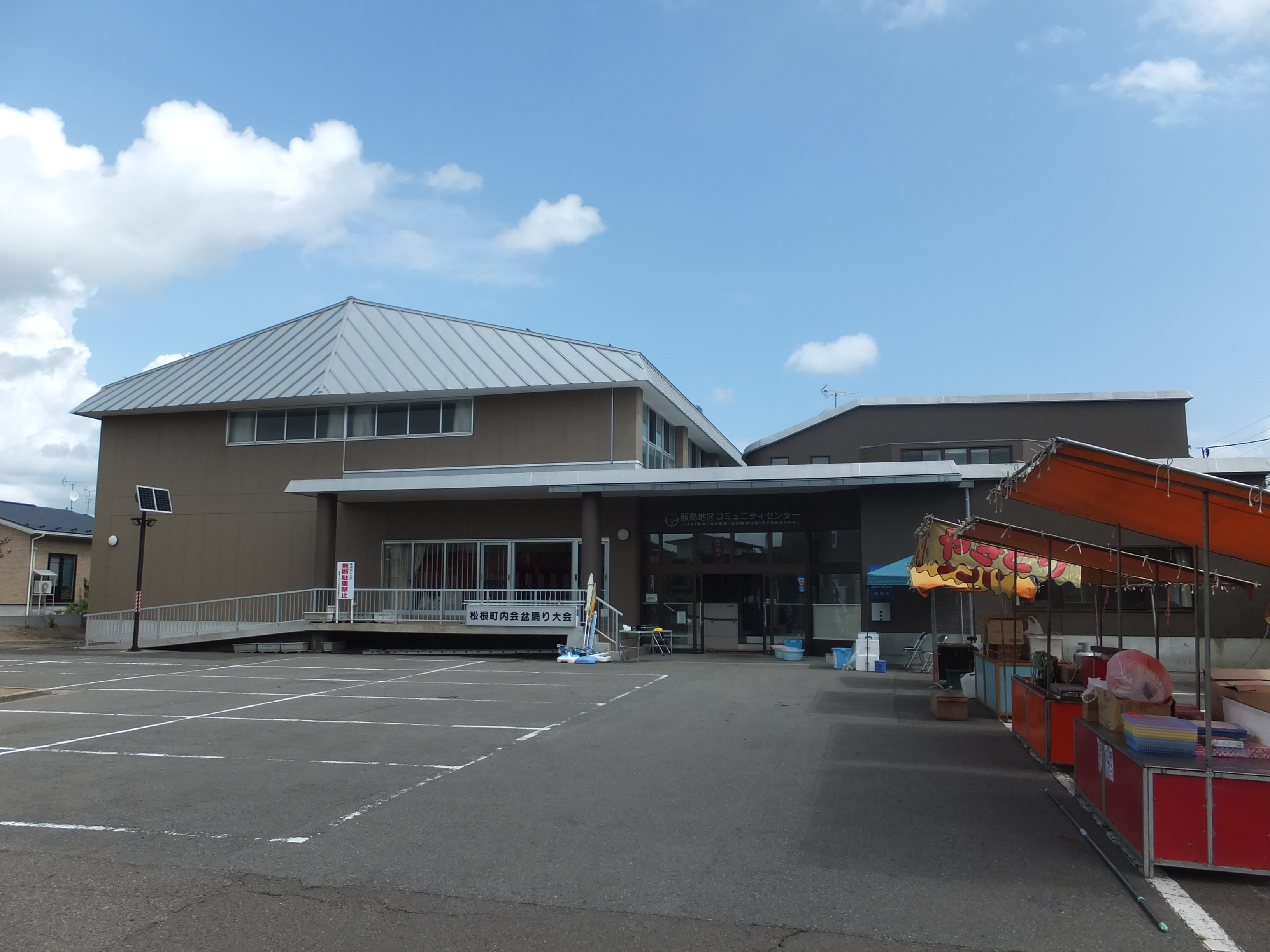
飯島地区コミュニティセンター

### 飯島西袋
- JA秋田厚生連秋田厚生医療センター

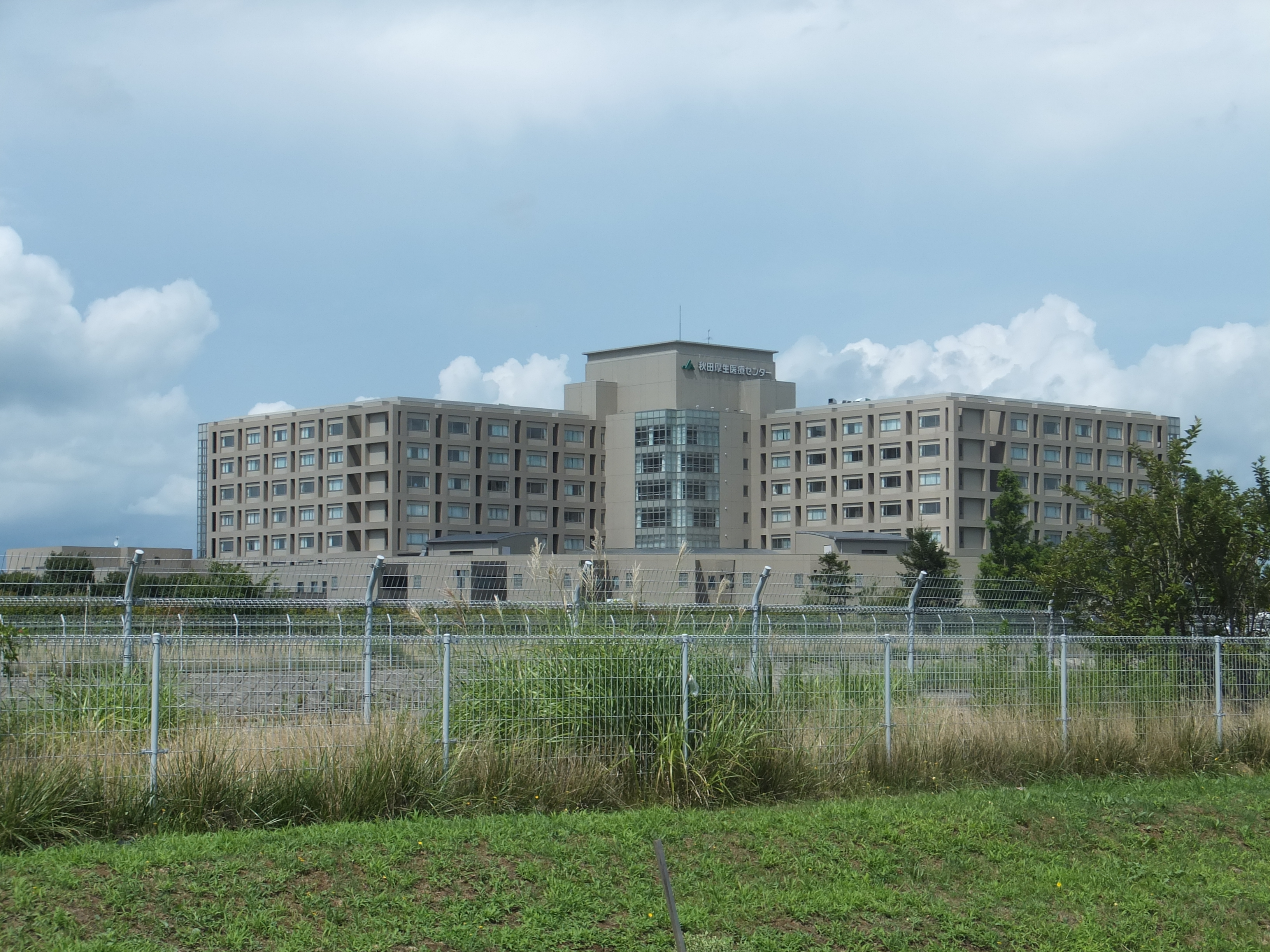
秋田厚生医療センター

### 飯島穀丁
- 雲祥院

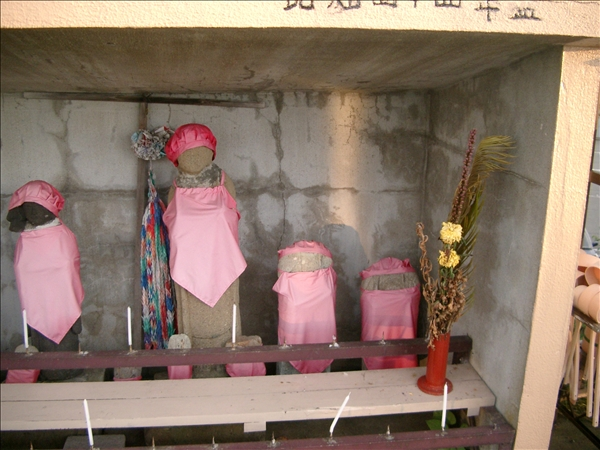
土崎空襲の爪痕を今に残す「首無し地蔵」（秋田市飯島・雲祥院）

### 字堀川
- マリーナ秋田
- 飯島サンセットパーク
- 秋田市北部墓地
- 秋田市飯島老人いこいの家
- 秋田緑ヶ丘病院
- ネッツトヨタ秋田秋田北店
- 万SAI堂秋田店

### 字古道下川端

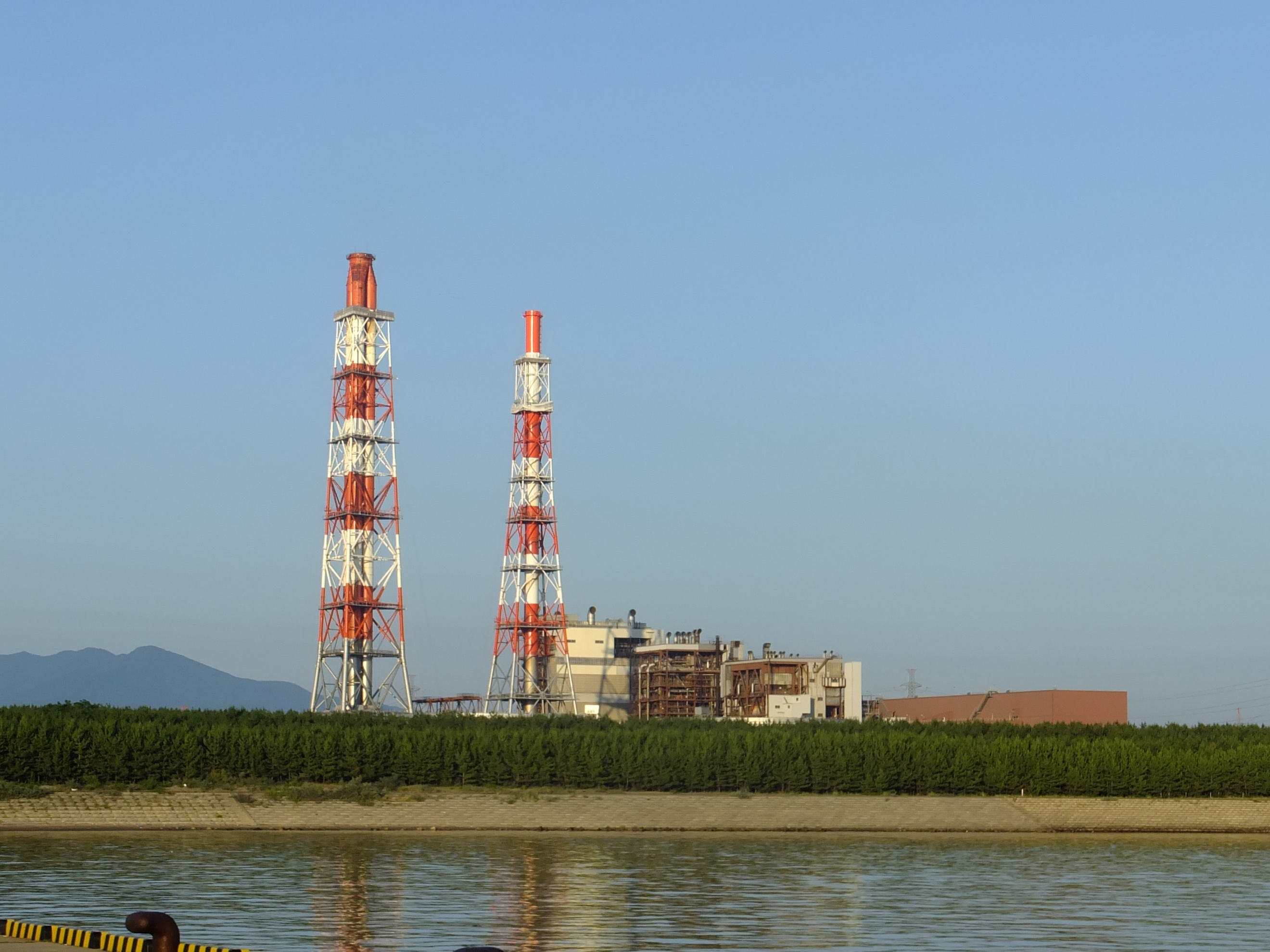
秋田火力発電所

- 秋田港
  - 飯島ふ頭
  - 北防波堤
- 秋田製錬
- 秋印秋田港営業所

### 字砂田
- DOWA通運秋田営業所
- 臨海食品協業組合

### 字穀丁大谷地
- 佐川急便秋田営業所
- 生活協同組合コープあきた共同購入中央センター

### 字平右衛門田尻
- コメリハード＆グリーン秋田飯島店

### 字前田表
- 秋田市消防本部土崎消防署飯島出張所

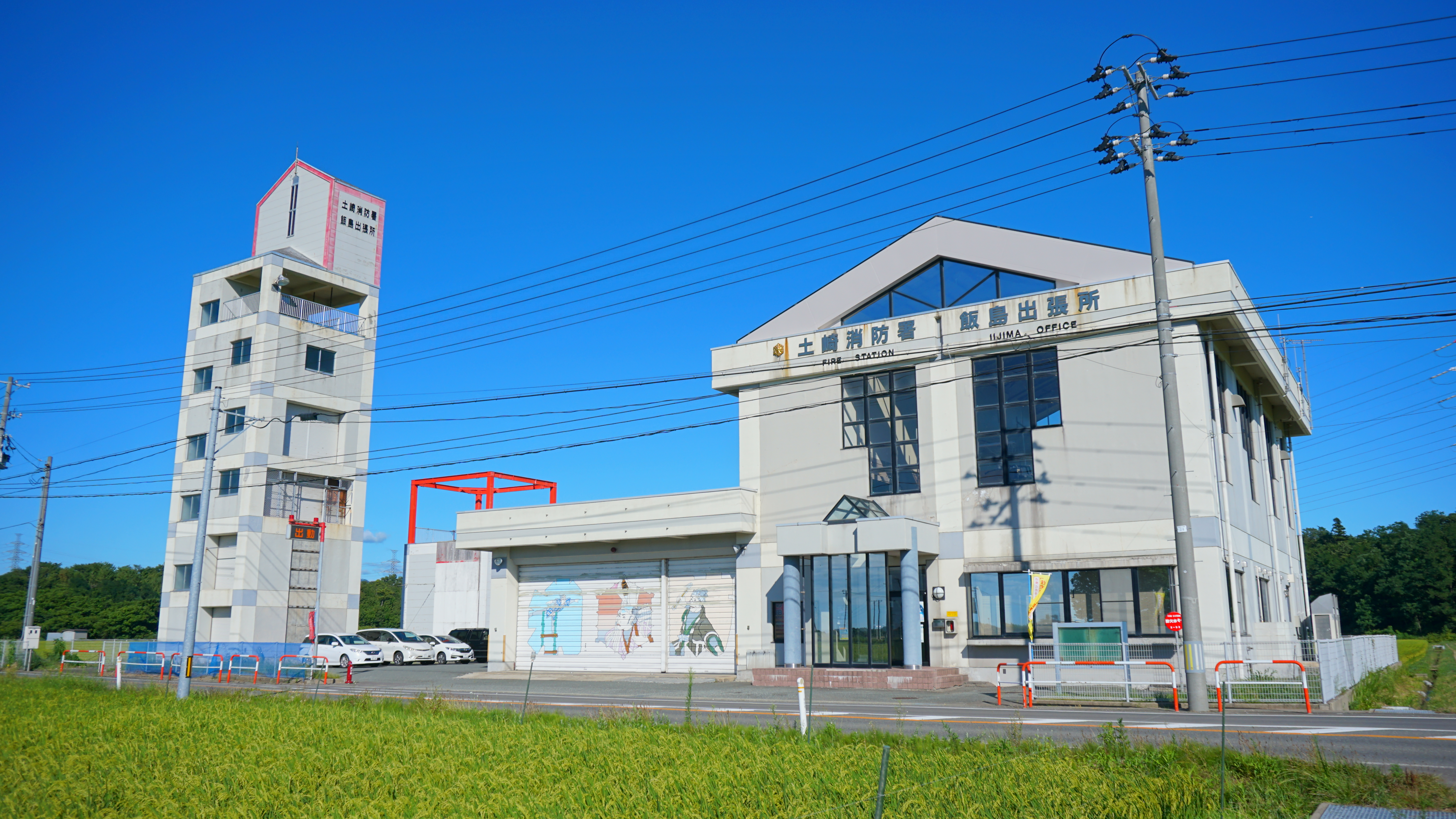
土崎消防署飯島出張所

### 字薬師田
- NHK秋田放送局飯島ラジオ送信所
- 東北電力ネットワーク飯島変電所
- 飯島透析クリニック

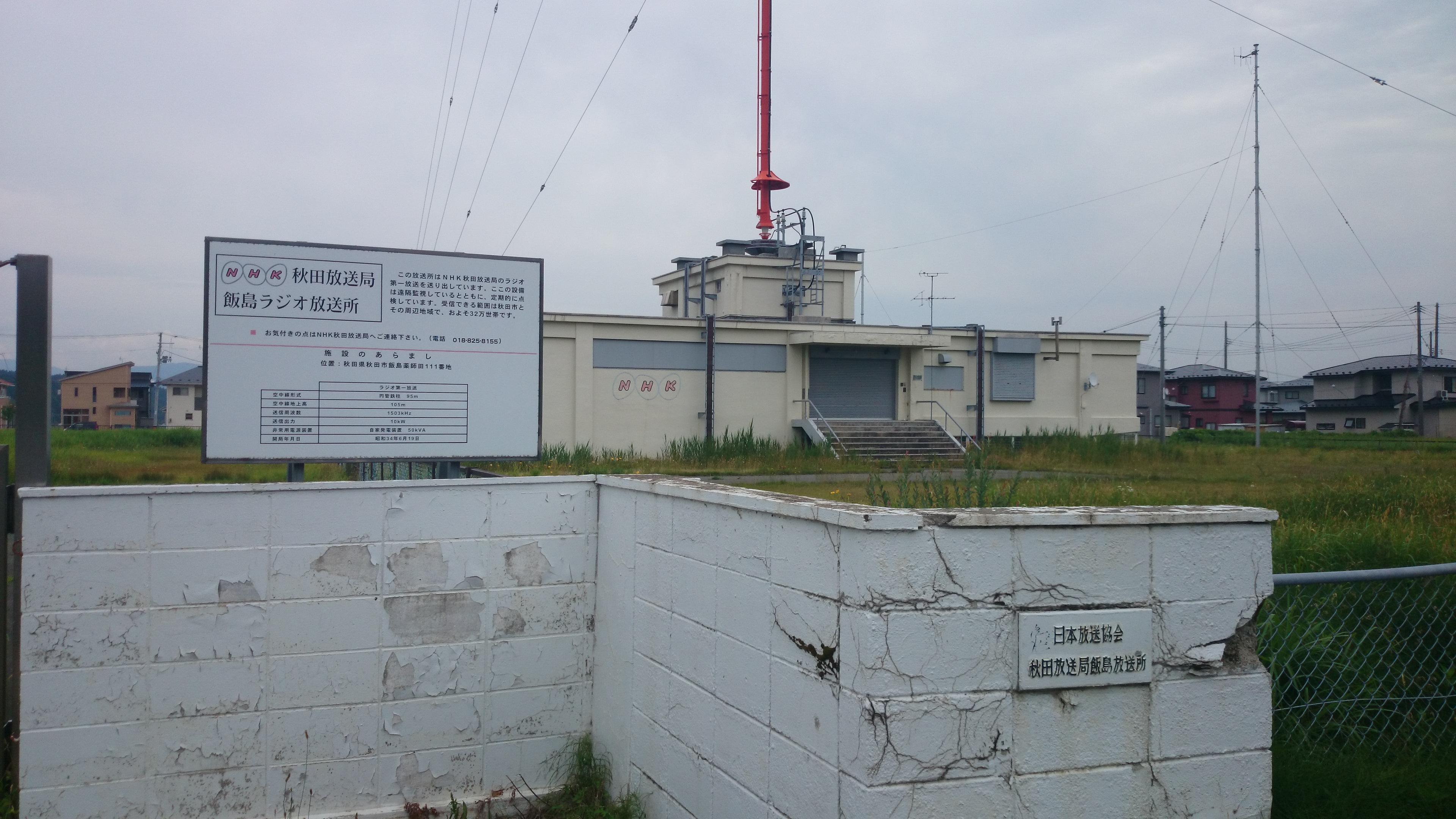
NHK飯島ラジオ放送所

### 字長野・字大崩
- 陸上自衛隊秋田駐屯地

### 字南掛場
- 秋田市飯島南地区コミュニティーセンター

### かつてあった施設
- 北部し尿処理場
- 職業訓練校

#### 字古道下川端
- 東北電力秋田火力発電所

- 秋田火力発電所

## 教育

### 学区
小学校は多くは秋田市立飯島小学校の学区だが、飯島飯田・飯島西袋・飯島新町・飯島長野上町・飯島長野中町の一部は秋田市立飯島南小学校、飯島松根東町と飯島長野中町の一部は秋田市立港北小学校の学区になっている。
中学校は多くが秋田市立飯島中学校の学区だが、飯島穀丁・飯島道東・飯島川端は秋田市立秋田北中学校、飯島松根東町と飯島長野中町の一部は秋田市立土崎中学校の学区になっている。

### 施設
- 飯島幼稚園
- けやき平こども園
- こども園ふじ
- ナーサリーふじ
- 秋田市立飯島小学校
- 秋田市立飯島南小学校
- 秋田市立飯島中学校
- 秋田工業高等専門学校

- 秋田市立飯島小学校
- 秋田市立飯島南小学校
- 秋田市立飯島中学校
- 秋田工業高等専門学校

## 交通

### 鉄道
- 東日本旅客鉄道
  - 奥羽本線・男鹿線
    - （追分） - 上飯島 - （土崎）

#### かつてあった鉄道
- 秋田臨海鉄道
  - 秋田臨海鉄道線北線
    - （中島埠頭） - 秋田北港

### バス
- 秋田中央交通
  - （砂山） - 飯島コミュニティセンター入口 - 飯島一区 - 飯島二区 - 飯島松園 - 飯島北 - 堀川一区 - 堀川二区 - （中野一区）
  - （将軍野青山町） - サンパーク南口 - サンパーク東 - サンパーク西 - 
    - 大通中丁 → 大通下丁
    - サンパーク ← サンパーク下丁
      - - ポプラ団地 - 飯田 - 保育園前 - 水尻 - 秋田厚生医療センター前
- 秋田市マイタウン・バス北部線
  - 金足コース・下新城コース
    - 秋田厚生医療センター - 西袋一丁目 - ふじ保育園前 - 飯田 - ポプラ団地 - サンパーク入口 - 飯島二区 - 上飯島駅前 - 飯島松園 - 飯島北 - 堀川一区 - 堀川二区 - （中野一区）

  - 上新城コース
    - （長野上丁） - サンパーク入口 - 飯島中学校入口 - ポプラ団地 - 飯田 - （谷地入口）

### 道路
- 国道7号
- 秋田県道56号秋田天王線
- 秋田県道72号秋田北インター線
- 秋田県道112号久保秋田線
- 秋田県道231号上新城土崎港線

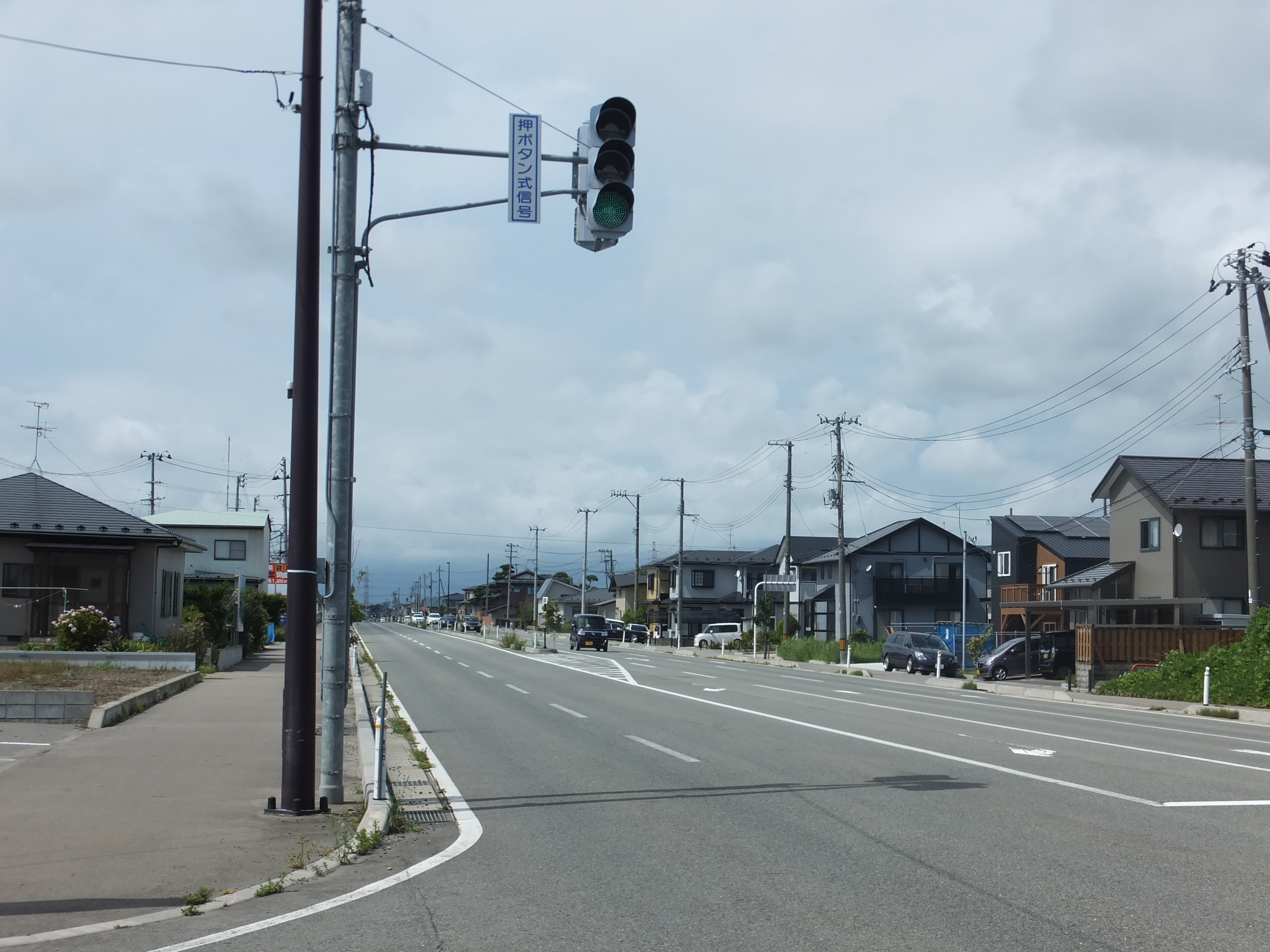
都市計画道路横山金足線

- 横山金足線

## 著名出身者
- 河田純子（歌手）
- 佐々木希（俳優）
- 佐藤豪則（総合格闘家）
- 藤田太陽（プロ野球選手）